# Spalam się
Spalam się – pierwszy solowy album Kazika Staszewskiego wydany w 1991, nagrany w stylistyce inspirowanej rapem.
Pod tą samą nazwą w 2002 ukazał się singel promocyjny grupy Kazik na Żywo, który zawierał tylko jeden utwór o tym samym tytule.

## Sprzedaż
W celu wydania płyty Kazik porozumiał się z firmą Zic Zac, prowadzoną przez Marka Kościkiewicza i Piotra Kubiaczyka, muzyków De Mono. Współpracę Kazik zakończył, po tym, gdy – według swojego twierdzenia - dowiedział się, że część nakładu była sprzedawana nieoficjalnie, a firma zataiła to przed nim, by nie dzielić się z nim zyskami. Według oficjalnych danych, sprzedaż Spalam się wyniosła 50 tys. kaset, 20 tys. płyt winylowych i kilka tysięcy płyt kompaktowych. Ponieważ jednak płyta ukazała się w okresie panującego w Polsce swobodnie piractwa fonograficznego, sam Kazik szacował sprzedaż na setki tysięcy.
Zic Zac promował płytę pod hasłem „Kazik. Najlepszy raper Wschodu!”, co denerwowało muzyka, ponieważ za rapera się nie uważał. Płyta miała być jedynie inspirowana rapem - z rytmizacją tekstu i częściami śpiewanymi.
Płyta nigdy nie była wznawiana i wśród fanów stanowi „białego kruka” W 1999 na wznowienie nie zgodził się Jacek Kufirski, który miał żal do Kazika za przypisanie sobie autorstwa utworu „Spalam się” przy rejestracji w ZAIKS. Po latach wyraził zgodę, na przeszkodzie jednak stanęły prawa autorskie do licznych sampli wykorzystanych na płycie. Zgody przedstawicieli muzyków (m.in. Sade i Led Zeppelin) załatwiano sukcesywnie, jedynie zespół AC/DC nie zgodził się na wykorzystanie swojego riffu. Według Kufirskiego nie miało to być przeszkodą (fragment można było zamienić), ale Kazik nie był już zainteresowany wznowieniem.

## Odbiór płyty
Krzysztof Kotowski z pisma Tylko Rock ocenił płytę na 4,5/5 i stwierdził, że powinna spodobać się nawet fanom rapu, chociaż wypromowanie takiego stylu w Polsce wymagać miało specjalnego "opakowania" - było nim wykorzystanie elektroniki i cytatów z gwiazd światowego rocka. Uznał też, że warsztat Kazika zdumiewa dojrzałością i inwencją.
Wiesław Królikowski podkreślał, że choć płyta jest "młodzieżowa", to Kazik w tekstach kontynuuje tematykę znaną z Kultu.
Sam Kazik przyznawał po latach, że była to przełomowa pozycja, która przetarła szlak dla hip-hopu i rapu w Polsce, była jednak też naiwna i pełna niedoróbek. Z kolei Jacek Kufirski, który początkowo płyty nie lubił, docenił ją po latach, zwracając uwagę, że Kazik nie naśladował amerykańskich raperów, ale stworzył swój gatunek - publicystykę gadaną.

## Lista utworów
Wersja LP/MC:
1. "Nowy konflikt światowy"
2. "Dziewczyny"
3. "Piosenka trepa"
4. "Cyrk"
5. "Jeszcze Polska"
6. "Bagdad"
7. "Spalam się"
8. "Świadomość"
9. "Oblężenie"
10. "Temat z filmu Bagaż nielegalny"

Wersja CD: 
1. "Nowy konflikt światowy"
2. "Dziewczyny"
3. "Piosenka trepa"
4. "Cyrk"
5. "Temat z filmu "Bagaż nielegalny""
6. "Bagdad"
7. "Spalam się"
8. "Świadomość"
9. "Oblężenie"
10. "Jeszcze Polska"
11. "Dziewczyny (ciężka wersja)"CD
12. "Nie mogę istnieć bez narzekania"CD
13. "Spalam się (długa wersja)"CD

CD – tylko na CD Zic-Zac 0009

## Muzycy
Skład: 
- Kazik Staszewski – śpiew, sampler
- Jacek Kufirski – klawisze, sampler, perkusja, bas, wokal
- Piotr "Shpenyagah" Strembicki – klawisze, sampler, perkusja, trąbka, konga, wokal
- Wojciech Przybylski – sampler, wokal

Goście: 
- Wojciech Waglewski – gitara
- Jacek Rodziewicz – saksofon
- Paweł Betley – pianino
- Marek Surzyn – wokal

### Kompozycje
- słowa: Kazik Staszewski
- muzyka: Jacek Kufirski oprócz:
- 2, 11-13 – Kazik Staszewski
- 5 – Kazik Staszewski i Piotr Strembicki